# استفان اورتگا
استفان اورتگا (انگلیسی: Stefan Ortega؛ زادهٔ ۶ نوامبر ۱۹۹۲) بازیکن فوتبال اهل آلمان است. او اکنون برای منچستر سیتی بازی می‌کند.
از باشگاه‌هایی که در آن بازی کرده‌است می‌توان به آرمینیا بیله‌فلد و مونیخ ۱۸۶۰ و منچستر سیتی اشاره کرد.

## افتخارات
منچستر سیتی
لیگ برتر انگلستان

## منچسترسیتی
او در تاریخ ۱۵ مه ۲۰۲۴ در  بازی تاتنهام هاتسپر  مقابل منچسترسیتی به عنوان بازیکن تعویضی وارد زمین شد و با مهار دیدنی شوت سون هیونگ مین امید قهرمانی را در این تیم زنده نگه داشت